# Gordon Liddy
George Gordon Battle Liddy (Hoboken (New Jersey), 30 november 1930 – Mount Vernon (Virginia), 30 maart 2021) was een Amerikaans ambtenaar, radiopresentator en acteur.
Hij was de chef van president Richard Nixons speciale onderzoekseenheid, totdat het Watergateschandaal een einde maakte aan Nixons presidentschap. Liddy legde zich vervolgens toe op radiopresentatie en acteren.
Voor zijn rol in het Watergateschandaal werd hij veroordeeld voor inbraak en illegaal aftappen. Hij kreeg twintig jaar gevangenisstraf, maar kwam na 4,5 jaar reeds vrij, doordat president Jimmy Carter zijn straf introk.

## Publicaties
- Liddy, G. Gordon (1980) Will. The autobiography of G. Gordon Liddy. New York: St. Martins Press. ISBN 0312880146 (autobiografie)

- Bibliothèque nationale de France: cb14199285p (data)
- Gemeinsame Normdatei: 119504812
- International Standard Name Identifier: 0000 0001 0987 2102
- Library of Congress Control Number: n85331855
- National Archives and Records Administration: 10569923
- Nationale Bibliotheek van Israël: 987007455935905171
- Nederlandse Thesaurus van Auteursnamen: 068884575
- SNAC: w65q65hp
- Système universitaire de documentation: 050615297
- Virtual International Authority File: 72850095
- WorldCat: E39PBJtMmfFwgkpJd9BMkfBdcP